# Sinoxylon rugicauda
Sinoxylon rugicauda is een keversoort uit de familie boorkevers (Bostrichidae). De wetenschappelijke naam van de soort is voor het eerst geldig gepubliceerd in 1929 door Lesne.